# 우타정
우타정(宇太町)은 나라현 우다군에 설치되었던 정이다. 현재의 우다시에 해당한다.

## 역사
- 1889년 4월 1일 - 정촌제 시행에 의해 우다군 우타촌이 성립하였다.
- 1935년 4월 29일 - 정으로 승격해 우타정이 되었다.
- 1956년 8월 1일 - 우카시촌과 합병해 우타노정이 성립하여 동일 우타정은 소멸하였다.